# Carl Torp
Carl Torp, född 8 juni 1855 i Flensburg, död 17 september 1929, var en dansk jurist.
Torp blev student 1874, juris kandidat 1879 och juris doktor 1884 på avhandlingen Besiddelsen og dens betydning i retslig henseende. Åren 1886-1925 var han professor vid Köpenhamns universitet och ägnade sig därvid i början främst åt studiet av förmögenhetsrätten; från början av 1890-talet förlades tyngdpunkten av hans vetenskapliga verksamhet till straffrätten.
Bland Torps omfattande produktion kan inom civilrätten särskilt framhållas Om interessentskab (1887; tredje upplagan 1904; i ny omarbetad form 1919 under titeln Den danske selskabsret), Læren om den ideelle produktions beskyttelse (1889; andra upplagan 1898), Hovedpunkterne af formuerettens almindelige del (1890; andra upplagan 1900) samt huvudverket Dansk tingsret (1892; andra upplagan 1905). 
Torps straffrättsliga författarskap är också mycket betydande. Efter ett flertal avhandlingar över delar av straffrättens allmänna del 1894-1900 utgav han 1905 Den danske strafferets almindelige del, vilket blev sin tids huvudverk på detta område. Senare tillkom Strafbare angreb paa liv og legeme (1908) samt Bidrag till læren om berigelsesforbrydelserne (1909). 
Torp gjorde även en betydande insats på lagstiftningens område. Efter att 1914 ha erhållit uppdraget att granska den 1905 tillsatta strafflagskommissionens förslag till ny strafflag framlade han 1917 ett nytt strafflagsförslag, som lades till grund för det fortsatta reformarbetet. Han var under många år ordförande i Dansk Kriminalistforening och var länge en av de ledande krafterna inom den Internationella kriminalistföreningen. Åren 1923-29 var han ordförande i Juridisk Forening i Köpenhamn. Till sin politiska åskådning stod han Radikale venstre närmast.

## Utmärkelser
- Riddare av Dannebrogorden,  1891[1]
- Dannebrogsmännens hederstecken,  1903[1]
- Kommendör av Dannebrogorden,  1909[1]
- Kommendör av första graden av Dannebrogorden,  1924[1]

[Redigera Wikidata]